# Gloria Allred
Pour les articles homonymes, voir Allred.
Gloria Rachel Allred, née Bloom le 3 juillet 1941 à Philadelphie, est une avocate américaine, spécialisée dans les droits des femmes et plus largement dans les droits civiques. Elle est aussi commentatrice de radio et de télévision.

## Biographie
Morris Bloom, son père, travaille comme représentant de commerce et sa mère Stella, anglaise d'origine, sympathisante communiste, est femme au foyer. Gloria est fille unique. Après des études secondaires au lycée pour filles de Philadelphie, elle est étudiante à l'université de Pennsylvanie. Elle rencontre Peyton Brey avec qui elle se marie et a un enfant, Lisa, née en 1961. Elle divorce peu de temps après. En 1963, elle obtient un bachelor en anglais (Honours) puis un master à l'Université de New-York. Elle devient enseignante au Benjamin Franklin High School.  
Elle soutient une thèse à la faculté de droit de l'université Loyola à Los Angeles, sur les écrivains noirs (James Baldwin, Ralph Ellison et Alex Haley). Après avoir obtenu une maîtrise, elle devient enseignante et, en 1966, déménage à Los Angeles, en Californie, et vit à Watts. Elle travaille pour la Los Angeles Teachers Association et enseigne au Jordan High School et au Fremont High School. 
En 1966, Gloria Allred est violée au Mexique par un médecin qu'elle rencontre pendant un voyage à Acapulco. Il lui propose de dîner un soir et prétexte qu’ils doivent repasser chez lui, avant de la menacer avec une arme. Elle tombe enceinte et tente d'avorter dans une baignoire, ce qui manque la tuer. L'avortement étant encore illégal aux États-Unis, elle finit par aller à l'hôpital en dernier recours où elle raconte s'être fait blâmer pour son comportement par le personnel.
En 1976, elle  fonde avec deux associés un cabinet de référence sur les questions de harcèlement sexuel, de viol: le cabinet Allred Maroko & Goldberg (AM & G).
Allred fonde et devient présidente du Fonds de défense et d'éducation juridiques pour l'égalité des droits des femmes (WERLDEF).
Elle a, de 2011 à 2012, une émission télévisée judiciaire, We the People with Gloria Allred.  Elle a également été animatrice radio pendant quatorze ans.
Sa fille, Lisa Bloom, est également avocate et a été présentatrice de télévision. Elle a notamment fait partie de l'équipe de défense d'Harvey Weinstein.

## Principales affaires juridiques et militantisme
Gloria Allred n'hésite pas à utiliser les médias pour populariser les affaires dans lesquelles elle intervient. Elle organise des conférences de presse pour faire parler des causes et des victimes qu'elle défend. Ses détracteurs estiment que cette attitude vise surtout sa propre publicité. Alldred répond que ce sont souvent ses opposants, ceux qu’elle attaque en justice, qui l’accusent de mensonge et de faire de la communication. 

« J’espère que je fais peur aux hommes qui refusent leurs droits aux femmes, qui leur font mal,  les agressent sexuellement, les violent, agressent leurs enfants, leur refusent le salaire qu’elles méritent, oui j’espère qu’ils ont peur car nous les poursuivons légalement et politiquement. »

### Affaire Bill Cosby (2000-2018)
Gloria Allred défend  29 des 50 femmes qui accusent l'acteur comique Bill Cosby, de les avoir droguées puis violées ces trente dernières années.

### Affaire Harvey Weinstein (2017)
Gloria Allred représente deux des femmes qui ont subi les avances de Harvey Weinstein.

### Affaire Donald Trump  (2007-2017)
Gloria Allred a pour cliente Summer Zervos, une ancienne candidate de la télé-réalité The Apprentice, qui accuse Donald Trump de l’avoir agressée sexuellement dans un hôtel de Beverly Hills en 2007. En janvier 2017, trois jours avant l’investiture de Donald Trump, Gloria Allred entame une action en justice pour diffamation contre le président, qui nie les accusations de « comportements sexuellement abusifs » de Summer Zervos.

### Engagement pour le mariage gay (2008)
En 1994, Gloria Allred représente un couple de lesbiennes, Robin Tyler et Diane Olson, que l’État refuse d'unir. La cour suprême de Californie, saisie, tranche positivement en 2008 et Robin Tyler et Diane Olson sont le premier couple de femmes à pouvoir célébrer leur union à Los Angeles. 

### Affaire Walmart (2018)
Plainte au nom d'Essie Grundy contre la chaîne de supermarchés Walmart, qu’elle accuse de discrimination contre les Noirs.

## Publications
- Allred, Gloria; Rybak, Deborah Caulfield (2006), Fight Back and Win: My Thirty-Year Fight against Injustice and How You Can Win Your Own Battles. New-York: REganBooks  (ISBN 978-0-06-073928-7).

## Culture populaire
Un documentaire Seeing Allred réalisé par Roberta Grossman et Sophie Sartain pour Netflix lui est consacré (EU, 2018, 96 min). Ce film est présenté au festival de Sundance.
Elle est parodiée dans Les Simpson et South Park.

## Hommage
- National Women's Hall of Fame[12]